# Evaluación ambiental de una zona costera
Evaluación ambiental de una zona costera, base empleada por algunos países para la toma de decisiones en torno al uso de los recursos de la tierra y del agua.

## Orientación
Un número creciente de países, emplean la planificación de la zona costanera como base para sus decisiones, en torno al uso de los recursos de la tierra y del agua en esas àreas. Tal planificación, que se caracteriza por su enfoque integrado en todos los sectores y recursos, debe ser alentada en las estrategias ambientales y el trabajo sectorial de cada país. 
Todo proyecto de inversión puede presentar una oportunidad para el desarrollo de incremento hacia el mismo objetivo.  La planificación ambiental integrada es especialmente crítica en la zona costanera, debido a los elevados valores sociales, ambientales y económicos de los recursos del lugar; la intensa demanda de esos recursos para una variedad de usos en competencia y potencialmente incompatibles entre sí, y la extrema sensibilidad de esos recursos al daño.
Tal planificación podría compensar la necesidad de evaluaciones ambientales detalladas para proyectos específicos, si resulta en planes, normas y lineamientos físicos, ambientalmente adecuado, y si existen adecuados instrumentos de control del uso de los recursos.  En ausencia de una planificación para la zona costanera, el proceso de evaluación ambiental debe ser empleado para asegurar que se inicie la participación comunitaria y la coordinación interinstitucional durante la etapa de identificación del proyecto, y para que toda la gama de alternativas e impactos intersectoriales sea considerada antes de que el organismo auspiciador tome una decisión en torno al proyecto, siempre que estén preparados planes apropiados de implementación, y que las instituciones sean competentes para implementar dichos planes.

## Aspectos jurídicos
Existe gran número de tratados y convenciones internacionales para la protección del ambiente costanero y marino. La mayoría de los países los han firmado, pero su cumplimiento no es constante. Este cumplimiento con dichos acuerdos en su diseño, construcción y operación, debe ser considerado parte de las evaluaciones ambientales para proyectos en la zona costanera.
Varias organizaciones internacionales, incluyendo el PNUMA, la Comunidad Económica Europea (actual Unión Europea), la Organización Marítima Internacional, y la Asociación Internacional de Puertos y Bahías, han establecido lineamientos para el manejo de los impactos ambientales de varias actividades en las áreas costaneras. El equipo de evaluación ambiental debe analizar el grado en que los lineamientos aplicables son utilizados en la planificación y diseño de un proyecto. 